# Dialeurodes mahableshwarensis
Dialeurodes mahableshwarensis là một loài côn trùng cánh nửa trong họ Aleyrodidae, phân họ Aleyrodinae.
Dialeurodes mahableshwarensis được Sundararaj & David miêu tả khoa học đầu tiên năm 1998.